# Jean-Marie Lustiger

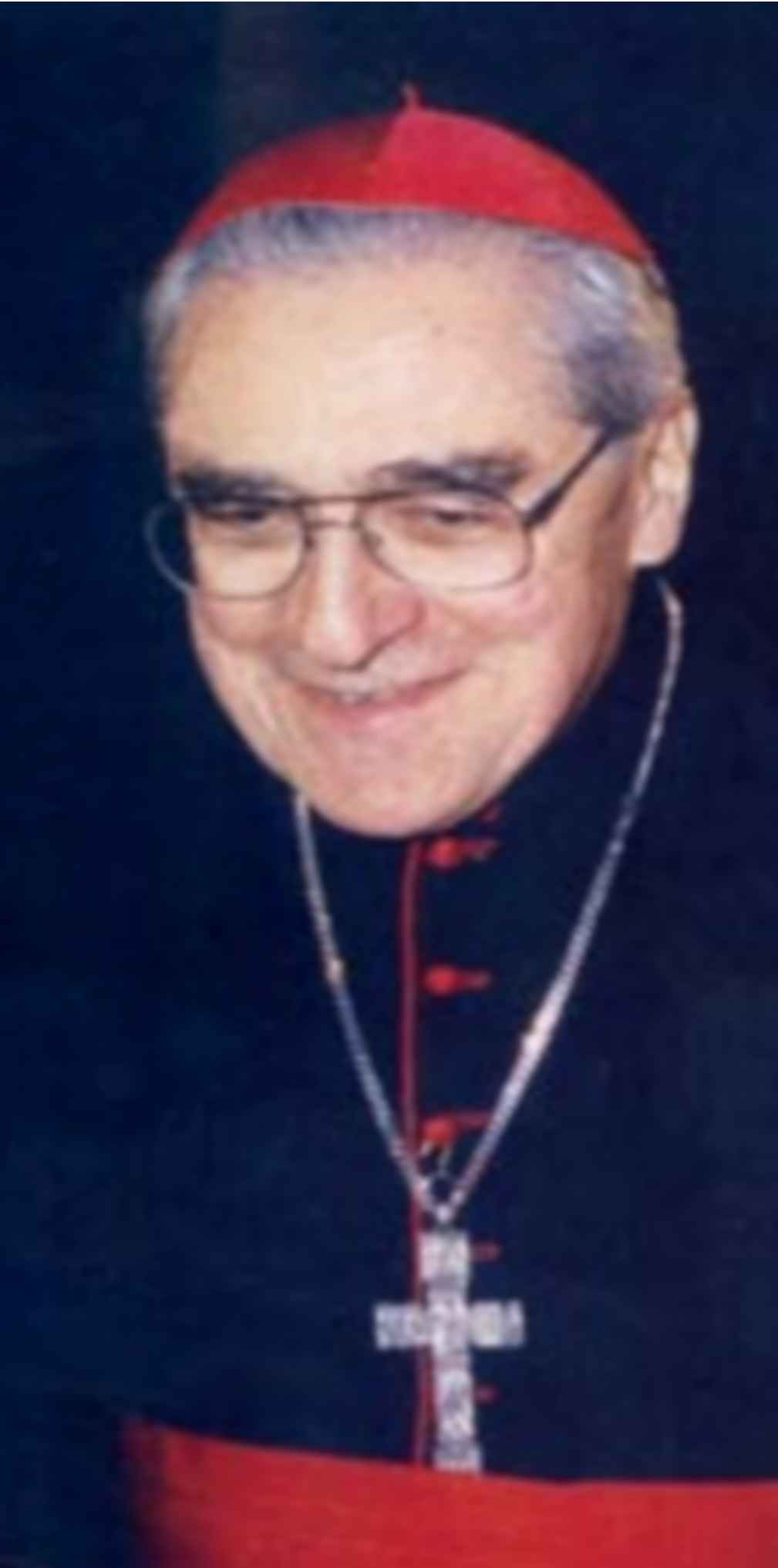
Jean-Marie Kardinal Lustiger

Wappen

Jean-Marie Kardinal Lustiger [ʒɑ̃maʀi lystiʒe], Geburtsname Aron Lustiger (* 17. September 1926 in Paris; † 5. August 2007 ebenda), war römisch-katholischer Erzbischof von Paris (1981–2005).

## Leben
Aron Lustiger war ein Sohn polnischer Juden, die Anfang des 20. Jahrhunderts nach Frankreich emigriert waren. Während der deutschen Besetzung Frankreichs im Zweiten Weltkrieg wurden seine Eltern deportiert, seine Mutter wurde 1943 im KZ Auschwitz-Birkenau umgebracht. Lustiger überlebte, da er von einer Familie in Orléans aufgenommen wurde. Dort konvertierte er zum Christentum und wurde am 25. August 1940 in der Kapelle der Bischofsresidenz getauft.
Seine höhere Bildung erhielt er am Lycée Montaigne in Paris, dann in Orléans und später an der Sorbonne. In seinen Studienjahren war er aktiv in der christlichen Studierendengemeinde. Nachdem er ein Jahr als Mechaniker in Decazeville im Département Aveyron in Südwestfrankreich gearbeitet hatte, trat er in das Séminaire des Carmes in Paris ein. Er beendete sein Theologiestudium am Institut catholique de Paris und erwarb das Lizenziat in den Fächern Exegese und Philosophie an der Sorbonne. Am 17. April 1954 wurde er zum Priester geweiht.
Danach war er 15 Jahre lang Universitätsseelsorger an der Sorbonne und den großen französischen Eliteschulen in Paris. Als Studentenkaplan arbeitete er am Richelieu-Zentrum in der spirituellen Erneuerung. Als geistlicher Reiseführer begleitete er viele Reisen nach Rom, Chartres und in das Heilige Land. 1969 wurde er Pfarrer der Gemeinde Sainte-Jeanne de Chantal in Paris. Seine Predigten waren so geschätzt, dass sie teilweise in Buchform erschienen.
Am 10. November 1979 ernannte Papst Johannes Paul II. Lustiger zum Bischof von Orléans. Die Bischofsweihe erfolgte am 18. Dezember 1979 durch den Erzbischof von Paris François Kardinal Marty. Mitkonsekratoren waren Eugène Ernoult, Erzbischof von Sens, und Daniel Pézeril, Weihbischof in Paris; anwesend waren auch der Apostolische Nuntius Angelo Felici sowie weitere 17 Bischöfe.

## Erzbischof von Paris

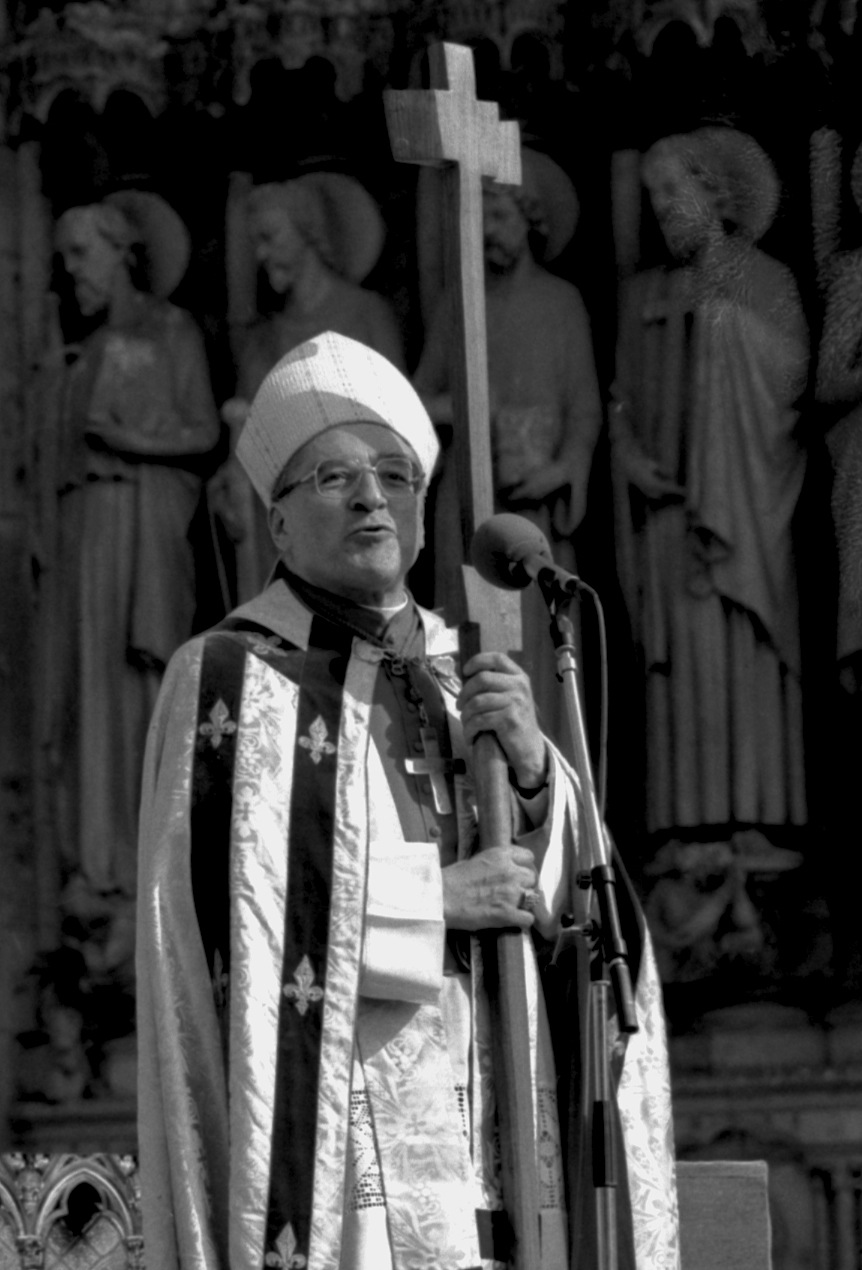
Jean Marie Lustiger (1988)

Am 2. Februar 1981 trat Lustiger die Nachfolge von Kardinal Marty als Erzbischof von Paris an. Seither war er einer der Wortführer des französischen Katholizismus. So organisierte er Protestkundgebungen gegen die vom sozialistischen Bildungsminister Alain Savary geplante Schulreform, die die Existenz der (in der Regel katholischen) Privatschulen gefährdete. Er engagierte sich für die Aussöhnung zwischen Juden und Christen und wandte sich zusammen mit Kardinalskollegen wie Albert Decourtray energisch gegen den Versuch, auf dem Gelände des Konzentrationslagers Auschwitz ein Karmelitinnenkloster zu errichten.
Die Aufnahme in das Kardinalskollegium als Kardinalpriester mit der Titelkirche Santi Marcellino e Pietro erfolgte während des Konsistoriums am 2. Februar 1983 durch Papst Johannes Paul II. 1994 wurde ihm die Titelkirche San Luigi dei Francesi übertragen, die König Ludwig IX. von Frankreich (Saint-Louis) geweiht ist. Als ein steter Verfechter der Menschenrechte sagte Lustiger anlässlich seiner Ernennung zum Kardinal, dass er diese Würde mehr als Verantwortung denn als Ehre ansehe, da sie „das Tragen der Bürde der Gesamtkirche“ bedeute. 1995 wurde Kardinal Lustiger als Nachfolger von Albert Decourtray auf Fauteuil 4 der Académie Française gewählt.
Am 11. Februar 2005 legte Jean-Marie Lustiger aus Alters- und Krankheitsgründen die Leitung der Erzdiözese Paris nieder. Zu seinem Nachfolger ernannte Papst Johannes Paul II. den bisherigen Erzbischof von Tours, André Armand Vingt-Trois. Lustiger nahm am Konklave 2005 teil, das Benedikt XVI. zum neuen Papst wählte.
Jean-Marie Lustiger starb am 5. August 2007 nach langem schwerem Krebsleiden in einem Pariser Krankenhaus. Die Exequien wurden am 10. August in der Kathedrale Notre Dame de Paris von Erzbischof André Vingt-Trois zelebriert. Gemäß dem letzten Willen des Verstorbenen wurde dabei vor Betreten der Kathedrale und der katholischen Liturgie Erde aus Israel auf sein Grab gestreut. Anschließend rezitierten zwei jüdische Mitglieder seiner Familie Psalm 113 auf Hebräisch sowie das Kaddisch, das jüdische Totengebet. Dies symbolisierte seine Hoffnung, Judentum und Christentum „Seite an Seite“, wie er sagte, verwurzelt im selben Glauben an den einzigen Gott und in der Hoffnung auf das Kommen des Messias vereint zu sehen. Den Text seiner Gedenktafel in der Kathedrale Notre-Dame in Paris hatte er selbst verfasst:

Je suis né juif. J’ai reçu le nom de mon grand-père paternel, Aron. Devenu chrétien par la foi et le baptême, je suis demeuré juif comme le demeuraient les Apôtres. J’ai pour saints patrons Aron le Grand Prêtre, saint Jean l’Apôtre, sainte Marie pleine de grâce. Nommé 139e archevêque de Paris par Sa Sainteté le pape Jean-Paul II, j’ai été intronisé dans cette cathédrale le 27 février 1981, puis j’y ai exercé tout mon ministère. Passants, priez pour moi.
+ Aron Jean-Marie cardinal Lustiger, Archevêque de Paris

„Ich bin als Jude geboren. Ich trage den Namen meines Großvaters väterlicherseits, Aron. Christ geworden durch den Glauben und die Taufe, bin ich doch Jude geblieben, wie es auch die Apostel geblieben sind. Meine heiligen Patrone sind der Hohepriester Aron, der heilige Apostel Johannes, die heilige Maria voll der Gnade. Von Seiner Heiligkeit Papst Johannes Paul II. zum 139. Erzbischof von Paris ernannt, wurde ich am 27. Februar 1981 in dieser Kathedrale inthronisiert und habe meinen gesamten Dienst hier verrichtet. Wer hier vorbeigeht, möge für mich beten.“

## Familie
Jean-Marie Lustiger war ein Cousin des Schriftstellers und Historikers Arno Lustiger.

## Ämter bei der römischen Kurie
Jean-Marie Lustiger war Mitglied der folgenden Kongregationen der römischen Kurie:
- Staatssekretariat (zweite Abteilung)
- Kongregation für die orientalischen Kirchen
- Kongregation für die Bischöfe
- Kongregation für die Institute geweihten Lebens und für die Gesellschaften apostolischen Lebens
- President Delegate to the 1st Special Assembly for Europe of the Synod of Bishops (1991)

## Verfilmung
Der Regisseur Ilan Duran Cohen drehte 2013 den Film Le Métis de Dieu (Der jüdische Kardinal) mit Laurent Lucas in der Rolle Jean-Marie Lustigers.

## Ehrungen und Auszeichnungen
- Aufnahme in die Académie Française (1995)
- Ehrendoktorwürden der Universität Augsburg (1989[4]), Universität Melbourne und der Loyola University Chicago
- Profess-Ehren- und Devotions-Großkreuz-Bailli des Malteserordens
- Großkreuzritter des Zedernordens (Libanon)
- Großkreuzritter des Ordens des Infanten Dom Henrique (Portugal)
- Ehrenbürger von Oświęcim (Auschwitz, Polen)
- Große Verdienstmedaille der Stadt Paris (2006)[5]

### Ablehnungen
- Ritter der Ehrenlegion durch Staatspräsident Jacques Chirac (Annahme von Lustiger abgelehnt[6])

### Posthum
- Denkmal „Aron Jean-Marie Lustiger“ in den Gärten der Benediktinerabtei von Abu Gosh, Israel (2013)[7]